# Тора (Верхня Луара)
Тора́ (фр. Thoras) — муніципалітет у Франції, у регіоні Овернь-Рона-Альпи, департамент Верхня Луара. Населення — 226 осіб (01.01.2021).
Муніципалітет розташований на відстані близько 460 км на південь від Парижа, 110 км на південь від Клермон-Феррана, 33 км на південний захід від Ле-Пюї-ан-Веле.

## Історія
До 2015 року муніципалітет перебував у складі регіону Овернь. Від 1 січня 2016 року належить до нового об'єднаного регіону Овернь-Рона-Альпи.
1 січня 2016 року до Тора приєднали колишній муніципалітет Круазанс.

## Демографія
Динаміка населення (INSEE ):
Розподіл населення за віком та статтю (2006):
| Стать | Всього | До 15 років | 15-24 | 25-44 | 45-64 | 65-85 | Понад 85 |
| --- | ------ | ----------- | ----- | ----- | ----- | ----- | -------- |
| Чоловіки | 121    | 8           | 16    | 33    | 36    | 24    | 4        |
| Жінки | 108    | 16          | 8     | 16    | 32    | 36    | 0        |
| \| Статево-вікова піраміда \| Статево-вікова піраміда \| Статево-вікова піраміда \| \| ----------------------- \| ----------------------- \| ----------------------- \| \| Чоловіки \| Вік \| Жінки \| \| 4 \| 85 + \| 0 \| \| 4 \| 80-84 \| 16 \| \| 0 \| 75-79 \| 4 \| \| 8 \| 70-74 \| 12 \| \| 12 \| 65-69 \| 4 \| \| 4 \| 60-64 \| 4 \| \| 16 \| 55-59 \| 12 \| \| 8 \| 50-54 \| 0 \| \| 8 \| 45-49 \| 16 \| \| 25 \| 40-44 \| 4 \| \| 4 \| 35-39 \| 8 \| \| 0 \| 30-34 \| 0 \| \| 4 \| 25-29 \| 4 \| \| 12 \| 20-24 \| 4 \| \| 4 \| 15-20 \| 4 \| \| 0 \| 10-14 \| 8 \| \| 4 \| 5-9 \| 4 \| \| 4 \| 0-4 \| 4 \| |        |             |       |       |       |       |          |
| Статево-вікова піраміда |        |             |       |       |       |       |          |
| Чоловіки | Вік    | Жінки       |       |       |       |       |          |
| 4 | 85 +   | 0           |       |       |       |       |          |
| 4 | 80-84  | 16          |       |       |       |       |          |
| 0 | 75-79  | 4           |       |       |       |       |          |
| 8 | 70-74  | 12          |       |       |       |       |          |
| 12 | 65-69  | 4           |       |       |       |       |          |
| 4 | 60-64  | 4           |       |       |       |       |          |
| 16 | 55-59  | 12          |       |       |       |       |          |
| 8 | 50-54  | 0           |       |       |       |       |          |
| 8 | 45-49  | 16          |       |       |       |       |          |
| 25 | 40-44  | 4           |       |       |       |       |          |
| 4 | 35-39  | 8           |       |       |       |       |          |
| 0 | 30-34  | 0           |       |       |       |       |          |
| 4 | 25-29  | 4           |       |       |       |       |          |
| 12 | 20-24  | 4           |       |       |       |       |          |
| 4 | 15-20  | 4           |       |       |       |       |          |
| 0 | 10-14  | 8           |       |       |       |       |          |
| 4 | 5-9    | 4           |       |       |       |       |          |
| 4 | 0-4    | 4           |       |       |       |       |          |

## Економіка
2010 року серед 125 осіб працездатного віку (15—64 років) 93 були активними, 32 — неактивними (показник активності 74,4%, у 1999 році було 73,5%). З 93 активних мешканців працювало 86 осіб (47 чоловіків та 39 жінок), безробітними було 7 (1 чоловік та 6 жінок). Серед 32 неактивних 8 осіб було учнями чи студентами, 21 — пенсіонерами, 3 були неактивними з інших причин.

У 2010 році в муніципалітеті числилось 91 оподатковане домогосподарство, у яких проживали 197,0 особи, медіана доходів виносила 9790 євро на одного особоспоживача